# Mörbylånga
Mörbylånga è una cittadina della Svezia meridionale, capoluogo del comune omonimo, nella contea di Kalmar; nel 2010 aveva una popolazione di 1 780 abitanti.
La cittadina è situata nella parte meridionale dell'isola di Öland.